# بروتفينو
بروتفينو (بالروسية: Протвино) هي إحدى مدن روسيا في الكيان الفدرالي الروسي موسكو أوبلاست.

## توأمة
لبروتفينو اتفاقيات توأمة مع كل من:
- أنتوني
- غوميل (8 يوليو 1998 - )